# 埼玉県立久喜工業高等学校
埼玉県立久喜工業高等学校（さいたまけんりつ くきこうぎょうこうとうがっこう）は、埼玉県久喜市にある男女共学の公立工業高等学校。

## 設置学科
- 工業化学科
- 環境科学科
- 情報技術科
- 電気科
- 機械科

## 沿革
- 1963年（昭和38年）
  - 3月29日　埼玉県教育委員会告示により設立公示。
    - 生徒定員
      - 電気科（男子・240名）
      - 工業化学科（男子・240名）
      - 機械科（男子・240名）

  - 4月1日　開校。
  - 4月15日　埼玉県立久喜高等学校において開校式、第1回入学式挙行。この日が開校記念日となる。
  - 4月16日　元久喜町立清久中学校を仮校舎として授業開始。
- 1964年（昭和39年）
  - 4月9日　元清久中学校仮校舎より埼玉県南埼玉郡久喜町野久喜474番地、新校舎に移転。
  - 11月1日　校歌制定。
    - 木村泰央　作詞
    - 保科洋　作曲
- 1965年（昭和40年）10月27日　校旗制定。
- 1967年（昭和42年）12月2日　体育館落成、開校5周年記念式典挙行。
- 1970年（昭和45年）4月1日　電気科・工業化学科が共学となる。
- 1973年（昭和48年）10月13日　同窓会館落成、開校10周年記念式典挙行。
- 1981年（昭和56年）11月20日　格技場落成。
- 1982年（昭和57年）10月24日　開校20周年記念式典挙行。
- 1985年（昭和60年）11月15日　生徒部室竣工。
- 1986年（昭和61年）3月20日　特別教室棟（家庭科室ほか）竣工。
- 1987年（昭和62年）4月1日　機械科が共学となる。
- 1991年（平成3年）4月1日　情報技術科設置される。
  - 3月22日　埼玉県高等学校通則の一部を改正する規則公布。
  - 4月1日　上記公布施行、課程・学科・生徒定員が以下の通りとなる。
    - 電気科（共学・200名）
    - 工業化学科（共学・240名）
    - 機械科（共学・240名）
    - 情報技術科（共学・40名）
- 1992年（平成4年）
  - 4月1日　生徒定員が以下の通りとなる。
    - 電気科（共学・160名）
    - 工業化学科（共学・240名）
    - 機械科（共学・240名）
    - 情報技術科（共学・80名）
- 1993年（平成5年）
  - 4月1日　生徒定員が以下の通りとなる。
    - 電気科（共学・120名）
    - 工業化学科（共学・240名）
    - 機械科（共学・240名）
    - 情報技術科（共学・120名）
- 1995年（平成7年）4月1日　環境科学科が設置される。
  - 3月27日　新実習棟（Ａ棟、鉄筋コンクリート造３階建）の一部完成。
  - 4月1日　生徒定員が以下の通りとなる。
    - 電気科（共学・120名）
    - 工業化学科（共学・200名）
    - 機械科（共学・240名）
    - 情報技術科（共学・120名）
    - 環境科学科（共学・40名）

  - 5月12日　新実習棟（Ａ棟、鉄筋コンクリート造３階建）完成。
- 1996年（平成8年）
  - 4月1日　生徒定員が以下の通りとなる。
    - 電気科（共学・120名）
    - 工業化学科（共学・160名）
    - 機械科（共学・240名）
    - 情報技術科（共学・120名）
    - 環境科学科（共学・80名）
- 1997年（平成9年）
  - 3月25日　
    - 悠久館（食堂兼合宿所）鉄筋コンクリート造地下１階地上３階建が完成。
    - 新実習棟（Ｂ棟、鉄筋コンクリート造３階建）が完成。

  - 4月1日　生徒定員が以下の通りとなる。
    - 電気科（共学・120名）
    - 工業化学科（共学・120名）
    - 機械科（共学・240名）
    - 情報技術科（共学・120名）
    - 環境科学科（共学・120名）
- 1998年（平成10年）
  - 3月25日　普通教室棟と新実習棟（Ａ棟・Ｂ棟）間の渡り廊下（鉄筋コンクリート造２階建）と食堂兼合宿所（悠久館）との連絡通路が完成。
- 2013年（平成25年）11月16日-開校50周年記念式典挙行。
- 2017年（平成29年）9月-被服室と教室にエアコンが設置。
- 2023年（令和5年）9月-普通教室棟の大規模改修が実施。

## 部活動
運動部
- 登山部
- 剣道部
- サッカー部
- 卓球部
- ソフトテニス部
- 陸上競技部
- バスケットボール部
- バレーボール部
- 野球部
- 空手道部
- バドミントン部
- 硬式テニス部
- 柔道部

文化部
- 電気研究部
- 機械研究部
- 放送部
- 美術部
- 科学部
- 写真部
- 情報電子部
- 模型部
- 軽音楽部

同好会
- 将棋囲碁同好会
- アニメーション同好会
- 家庭科同好会
- ダンス同好会

## 交通
JR宇都宮線（東北本線）・東武伊勢崎線　久喜駅東口より徒歩15分。
久喜市内循環バス
- 野久喜・吉羽循環、野久喜経由ふれあいセンター行き「久喜工業高等学校入口 」にて下車

朝日自動車（朝日バス）
久喜駅東口から青葉団地方面行きの下記系統で「野久喜」で下車し徒歩。
- KU11 久喜駅東口→（青葉団地循環）→久喜駅東口
- KU12 久喜駅東口 - 青葉団地中央 - 朝日バス車庫
- KU13 久喜駅東口→（青葉・弁天橋循環）→久喜駅東口
- KU14 久喜駅東口→青葉団地中央→朝日バス車庫→上高野→弁天橋
- KU16 久喜駅東口 - 青葉団地中央 - 朝日バス車庫 - 幸手駅西口